# التهاب الجريبات الحكي أثناء الحمل
التهاب الجريبات الحكي أثناء الحمل (بالإنجليزية: Pruritic folliculitis of pregnancy)‏ هوَ أَحد الأمراض الجلدية التي تحدث أثناء فترة الحَمل، ويتميز بِبَثرات جريبية صَغيرة مُنتشرة بشكل واسع في منطقة الجِذع، حيثُ تظهر خلال الثلث الثاني أو الثالث من الحمل، وتٌشفى بعد 2 أو 3 أسابيع مِن الولادة.